# Estación de Merlischachen
La estación de Merlischachen es una estación ferroviaria de la localidad suiza de Merlischachen, perteneciente a la comuna suiza de Küssnacht am Rigi, en el Cantón de Schwyz.

## Historia y situación
La estación de Merlischachen fue inaugurada en el año 1897, con la puesta en servicio de la línea Lucerna - Immensee, que servía de conexión a Lucerna con la línea Immensee - Chiasso, más conocida como la línea del Gotardo.
Se encuentra ubicada en el borde norte del núcleo urbano de Merlischachen. Cuenta un único andén lateral al que accede una vía pasante.
En términos ferroviarios, la estación se sitúa en la línea Lucerna - Immensee. Sus dependencias ferroviarias colaterales son la estación de Meggen hacia Lucerna, y la estación de Küssnacht am Rigi en dirección Immensee.

## Servicios ferroviarios
Los servicios ferroviarios de esta estación están prestados por SBB-CFF-FFS.

## S-Bahn Lucerna
Por la estación pasa una línea de la red de trenes de cercanías S-Bahn Lucerna.
- S 3 Lucerna - Lucerna Verkehrshaus - Meggen - Küssnacht am Rigi - Arth-Goldau - Brunnen - Erstfeld.